# Laguna Beach (Floryda)
Laguna Beach – jednostka osadnicza w Stanach Zjednoczonych, w stanie Floryda, w hrabstwie Bay, nad Zatoką Meksykańską.